# Rittergut Wadewitz

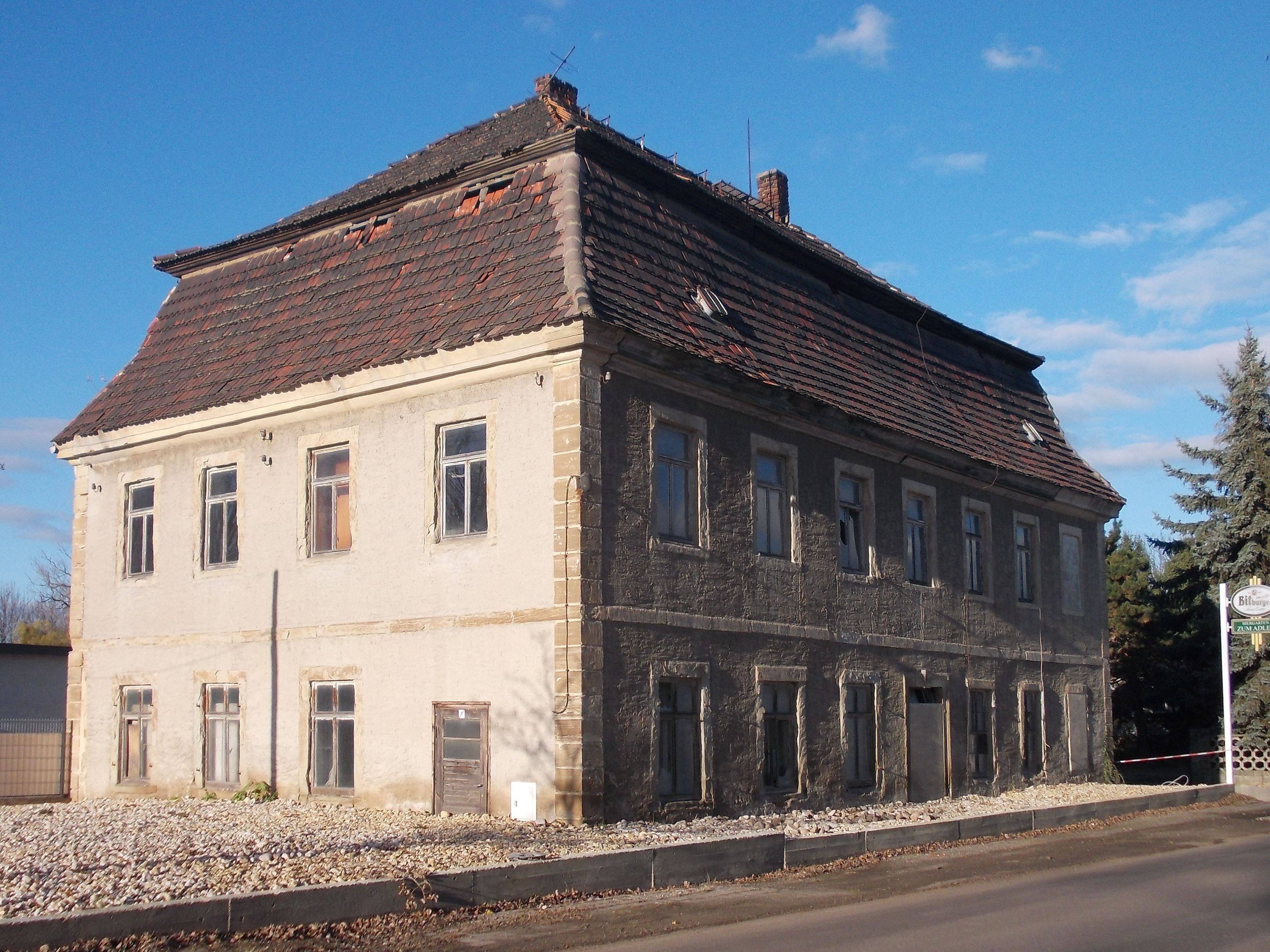
Herrenhaus des Rittergutes Wadewitz (2014)

Das Rittergut Wadewitz liegt in Wadewitz, eine zur Ortschaft Könderitz der Gemeinde Elsteraue im Burgenlandkreis des Landes Sachsen-Anhalt gehörigen Siedlung, die vor 1950 in die Gemeinde Traupitz eingemeindet worden war. Das Herrenhaus des Rittergutes wird daher heute auch als Gutshof Traupitz bezeichnet. Das Gebäude steht unter Denkmalschutz.

## Geschichte
Bereits im Spätmittelalter gab es in Wadewitz einen Rittersitz, der mehreren adligen Familien gehörte. So befand sich das Rittergut bis 1687 im Besitz der Adelsfamilie von Döben. Danach kaufte es Rudolph von Bünau. Im 18. Jahrhundert lösten sich mehrere Adelsfamilien im Besitz der Rittergutes Wadewitz ab: von Thüna (1719–1733) von Kopping (1733–1735), von Unwerth (1735–1751) und von Kayn (1751–1773). Mit einem Vertreter der Familie Trommer gelangte das Rittergut 1773 erstmals in bürgerliche Hände, in denen es bis zur Enteignung durch die Bodenreform 1945 blieb. 1837 übernahm die Familie Schneider das Gut, die es bis in das 20. Jahrhundert besaß.
Das Rittergut war amtssässig und unterstand dem Amt Zeitz. Ursprünglich gehörte dieses Amt zum Bistum Naumburg, aus dem das Hochstift Naumburg-Zeitz hervorging. 1657 gelangte Wadewitz an das Sekundogeniturfürstentum Sachsen-Zeitz, zu dem es bis zu dessen Auflösung im Jahre 1718 gehörte. Dann fiel es an das Kurfürstentum Sachsen zurück, das 1806 in ein Königreich umgewandelt wurde. Durch die Beschlüsse des Wiener Kongresses gelangte Wadewitz an das neugebildete Herzogtum Sachsen im Königreich Preußen und wurde in den Regierungsbezirk Merseburg integriert. Zuständig für die lokale Verwaltung war der Landkreis Zeitz, während für alle Handlungen der freiwilligen Gerichtsbarkeit bis 1849 das ursprünglich auf dem Rittergut ansässige Patrimonialgericht Wadewitz zuständig war. Der jeweilige Besitzer des Rittergutes war auch der zuständige Gerichtsherr. Erst in den 1920er Jahren wurde der Gutsbezirk des Rittergutes Wadewitz aufgelöst und mit der dortigen Gemeinde vereinigt.
Das Rittergut Wadewitz, zu dem auch zeitweise das Vorwerk Tannewitz gehörte, war eingepfarrt nach Langendorf.

## Gutshaus
Das Herrenhaus des Rittergutes wurde nach dem Dreißigjährigen Krieg mit Mansardwalmdach und Eckrustizierung neu errichtet. Der Leutnant Rudolph von Bünau hatte das Rittergut größtenteils aus Geldern seiner Ehefrau für 3000 Gulden öffentlich ersteigert. Bis 1691 ließ er für sich und seine Familie auf dem Rittergut ein neues Wohnhaus in barocken Formen neuerrichten. Dort lebte er bis zu seinem Tod im Jahre 1702 als fürstlich-sächsischer Marschkommissarius und Kapitänleutnant. Seine Witwe übernahm nun gemeinsam mit seinen unmündigen Kindern das Rittergut, bis der einzige Sohn Rudolph von Bünau (* 1688) volljährig war. Drückende Schulden waren die Ursache, dass Rudolph von Bünau das Rittergut Wadewitz nicht halten konnte und das Gut im Jahre 1717 zunächst verpfänden und 1719 letztendlich verkaufen musste. Neuer Eigentümer wurde Ernst Ludwig von Thüna, der sachsen-gothaischer Hauptmann war.
Herrenhaus und Wirtschaftsgebäude standen in den zurückliegenden Jahren leer.